# Ženski svetovni rekord v metu kladiva
Ženski svetovni rekord v metu kladiva. Prvi uradno priznani rekord je leta 1994 postavila Olga Kuzenkova z dolžino 66,84 m, aktualni rekord pa je 28. avgusta 2016 postavila Anita Włodarczyk z dolžino 82,98 m. Mednarodna atletska zveza uradno priznava 25 rekordov.

## Razvoj rekorda
| Dol. (m) | Atletinja                | Datum            | Prizorišče       | Vir   |
| -------- | ------------------------ | ---------------- | ---------------- | ----- |
| 66,84    | Olga Kuzenkova (RUS)     | 23. februar 1994 | Adler            | [ 1 ] |
| 66,86    | Mihaela Melinte (ROM)    | 4. marec 1995    | Bukarešta        | [ 1 ] |
| 67,00    | Olga Kuzenkova (RUS)     | 24. maj 1995     | Moskva           | [ 1 ] |
| 68,14    | Olga Kuzenkova (RUS)     | 5. junij 1995    | Moskva           | [ 1 ] |
| 68,16    | Olga Kuzenkova (RUS)     | 5. junij 1995    | Moskva           | [ 1 ] |
| 69,42    | Mihaela Melinte (ROM)    | 12. maj 1996     | Bukarešta        | [ 1 ] |
| 69,58    | Mihaela Melinte (ROM)    | 8. marec 1997    | Bukarešta        | [ 1 ] |
| 71,22    | Olga Kuzenkova (RUS)     | 22. junij 1997   | München          | [ 1 ] |
| 73,10    | Olga Kuzenkova (RUS)     | 22. junij 1997   | München          | [ 1 ] |
| 73,14    | Mihaela Melinte (ROM)    | 16. julij 1998   | Poiana Brasov    | [ 1 ] |
| 75,29    | Mihaela Melinte (ROM)    | 13. maj 1999     | Clermont-Ferrand | [ 1 ] |
| 75,97    | Mihaela Melinte (ROM)    | 13. maj 1999     | Clermont-Ferrand | [ 1 ] |
| 76,05    | Mihaela Melinte (ROM)    | 29. avgust 1999  | Rüdlingen        | [ 1 ] |
| 76,07    | Mihaela Melinte (ROM)    | 29. avgust 1999  | Rüdlingen        | [ 1 ] |
| 77,06    | Tatjana Lisenko (RUS)    | 15. julij 2005   | Moskva           | [ 1 ] |
| 77,26    | Gulfija Hanafejeva (RUS) | 12. junij 2006   | Tula             | [ 1 ] |
| 77,41    | Tatjana Lisenko (RUS)    | 24. junij 2006   | Žukovski         | [ 1 ] |
| 77,80    | Tatjana Lisenko (RUS)    | 15. avgust 2006  | Talin            | [ 1 ] |
| 77,96    | Anita Włodarczyk (POL)   | 22. avgust 2009  | Berlin           | [ 2 ] |
| 78,30    | Anita Włodarczyk (POL)   | 6. junij 2010    | Bydgoszcz        | [ 3 ] |
| 79,42    | Betty Heidler (GER)      | 21. maj 2011     | Halle            | [ 4 ] |
| 79,58    | Anita Włodarczyk (POL)   | 31. avgust 2014  | Berlin           | [ 5 ] |
| 81,08    | Anita Włodarczyk (POL)   | 1. avgust 2015   | Władysławowo     | [ 6 ] |
| 82,29    | Anita Włodarczyk (POL)   | 15. avgust 2016  | Rio de Janeiro   | [ 7 ] |
| 82,98    | Anita Włodarczyk (POL)   | 28. avgust 2016  | Varšava          | [ 8 ] |